# Negar Kiyavash
Negar Kiyavash (* 1976 in Teheran) ist eine Mathematikerin und Professorin an der École polytechnique fédérale de Lausanne (EPFL) in Lausanne, Schweiz. Sie ist eine international anerkannte Informations-Theoretikerin, Forscherin und Expertin in den Bereichen kausale Inferenz und angewandte Wahrscheinlichkeitsrechnung.

## Leben
Negar Kiyavash studierte Elektrotechnik an der Sharif Universität für Technologie in Teheran. 2003 erhielt sie den MSc der Universität von Illinois Urbana-Champaign und doktorierte 2006 an derselben Universität in Elektro- und Informationstechnik. Ihre Forschungsinteressen sind maschinelles Lernen, künstliche Intelligenz, sowie statistische Entscheidungsfindung mit Schwerpunkt auf Netzwerkinferenzproblemen. Besondere Anerkennung erhielt sie für die Einführung der Prinzipien gerichteter Informationsgraphen (Directed Information Graph, DIGs).
2010 wurde ihr Forschungsvorschlag zu Informationstheoretischem Ansatz der Netzwerkforensik vom YIP (Young Investigators Research Program) unterstützt. 2023 wurde sie ordentliche Professorin für Technologiemanagement am College of Management of Technology der EPFL.

## Auszeichnungen
- 2011 erhielt sie den CAREER Award der National Science Foundation (NSF) für ihre Arbeit über den Einfluss des Timings in der  Netzwerksicherheit.[5]
- 2014 erhielt sie den Dean's Award for Excellence in Research als Assistenz-Professorin der Universität Illinois Urbana-Champaign.[6]

## Forschung
Kiyavash erforscht vor allem die Schnittstellen zwischen statistischer Lerntheorie und Informationstheorie. Sie forscht zu den Bereichen Kodierungstheorie, Informationstheorie, Mustererkennung, sowie forensischen Wasserzeichen und Informationsforensik.

## Veröffentlichungen (Auswahl)
- Clancy, T. Charles, Negar Kiyavash, Negar, Dennis J. Lin: Secure smartcardbased fingerprint authentication. In: Proceedings of the 2003 ACM SIGMM workshop on Biometrics methods and applications. 2003.
- C. J. Quinn, T. P. Coleman, N. Kiyavash, N. G. Hatsopoulos: Estimating the directed information to infer causal relationships in ensemble neural spike train recordings. In: Journal of computational neuroscience. Band 30, 2011, S. 17–44.
- Amir Houmansadr, Negar Kiyavash, Nikita Borisov: RAINBOW: A robust and invisible non-blind watermark for network flows. In: NDSS. Vol. 47, 2009.
- Christopher J. Quinn, Negar Kiyavash, Todd P. Coleman: Directed information graphs. In: IEEE Transactions on information theory. 61, 12, 2015, S. 6887–6909.
- D. Cullina, N. Kiyavash: Improved achievability and converse bounds for erdos-rényi graph matching. In: ACM SIGMETRICS performance evaluation review. Band 44, Nr. 1, 2016, S. 63–72.
- Y. Alkabani, F. Koushanfar, N. Kiyavash, M. Potkonjak: Trusted integrated circuits: A nondestructive hidden characteristics extraction approach. In: International Workshop on Information Hiding. Springer, Berlin/Heidelberg 2008, S. 102–117.
- N. Kiyavash, A. Houmansadr, N. Borisov: Multi-flow Attacks Against Network Flow Watermarking Schemes. In: USENIX security symposium. 2008, S. 307–320.
- X. Gong, N. Borisov, N. Kiyavash, N. Schear: Website detection using remote traffic analysis. In: Privacy Enhancing Technologies: 12th International Symposium, PETS 2012, Vigo, Spain, July 11–13, 2012. Proceedings. 12, Springer, Berlin/Heidelberg 2012, ISBN 978-3-642-31679-1, S. 58–78.
- X. Gong, N. Kiyavash, N. Borisov: Fingerprinting websites using remote traffic analysis. In: Proceedings of the 17th ACM conference on Computer and communications security. 2010, S. 684–686.
- S. Kadloor, X. Gong, N. Kiyavash, T. Tezcan, N. Borisov: Low-cost side channel remote traffic analysis attack in packet networks. In:.2010 IEEE International Conference on Communications. IEEE, 2010, S. 1–5.
- A. Houmansadr, N. Kiyavash, N. Borisov: Multi-flow attack resistant watermarks for network flows. In: 2009 IEEE International Conference on Acoustics, Speech and Signal Processing. IEEE, 2009, S. 1497–1500.
- I. Duursma, N. Kiyavash: The vector decomposition problem for elliptic and hyperelliptic curves. In: Cryptology ePrint Archive. 2005.
- J. Yang, N. Kiyavash, N. He: Global convergence and variance reduction for a class of nonconvex-nonconcave minimax problems. In: Advances in Neural Information Processing Systems. Band 33, 2020, S. 1153–1165.
- S. Zhang, J. Yang, C. Guzmán, N. Kiyavash, N. He: The complexity of nonconvex-strongly-concave minimax optimization. In: Uncertainty in Artificial Intelligence. PMLR, 2021, S. 482–492.
- J. Yang, N. Kiyavash, N. He: Global convergence and variance reduction for a class of nonconvex-nonconcave minimax problems. In: Advances in Neural Information Processing Systems. Band 33, 2020, S. 1153–1165.